# Аншлавс Еґлітіс
Аншлавс Еґлітіс (латис. Anšlavs Eglītis; 1906—1993) — латиський письменник, журналіст і кінокритик. У 1944 році емігрував до Німеччини, потім в 1950 році до США, де написав майже 50 творів — романів, новел і кілька п'єс, ставши класиком латиської літератури.

## Біографія
Аншлавс народився 14 жовтня 1906 року у Ризі. Батько — письменник Віктор Еґлітіс, мати — Марія Еґліте (в девоцтві Столбова), викладач і перекладач. Молодший брат, Відвудс (1913—2003), згодом закінчив юридичний факультет. Під час Першої світової війни перед окупацією німцями Риги евакуювався з сім'єю в Росію, де мати захворіла на туберкульоз легенів. У 1918 році вони повернулися до Латвії і жили в Алуксне.
У 1919 році сім'я переїхала в Ригу. Аншлавс закінчив Ризьку гімназію № 2. Відвідував художню студію Валдемара Тоні (1908—1909). Літо проводив в містечку Інціемс Крімулдського краю, яке пізніше буде описано в романі «Хостел в палаці» (1962). У 1925 році лікувався від туберкульозу в Лезені. Після повернення в Ригу дізнався про смерть матері. У 1935 році закінчив Латвійську академію мистецтв. Працював учителем малювання. Роком пізніше створив перший великий твір — новелу «Маестро».
Співпрацював з такими виданнями як «Яунакас зіняс» (1938) і «Атпута» (1940—1941).
У 1944 році в газеті «Тевія» публікується його роман «Homo novus». У тому ж році Еглітіс емігрував до Німеччини, жив і працював у Берліні. Після бомбардувань міста перебрався до Швейцарії, a в 1950 році в США. У 1945 році батько письменника був заарештований за сфабрикованим звинуваченням і розстріляний, його поховали в загальній могилі. У США Еглітіс створив понад 50 новел і романів. Одночасно з літературною діяльністю писав театральні і кінорецензії. Його твори друкувалися і у Латвії.
Аншлавс Еглітіс помер 4 березня 1993 в Лос-Анджелісі від раку.
Був одружений з латвійською художницею Веронікою Янелсіною (1910—2001), яка ілюструвала більшість книг чоловіка.
У 2008 році в Інціемсе письменнику встановили пам'ятник.